# Sonia Dresdel
Lois Obee (5 de maio de 1909 – 18 de janeiro de 1976), conhecida pelo pseudônimo Sonia Dresdel, foi uma atriz inglesa, cuja carreira durou entre as décadas de 1940 e 1970.
Dresdel nasceu a 1909 em Hornsea, Yorkshire e faleceu a 1976 em Cantuária, Kent.

## Filmografia selecionada
- The World Owes Me a Living (1945)
- While I Live (1947)
- The Fallen Idol (1948)
- Wives and Daughters (1971)
- The Onedin Line (1972)
- The Strauss Family (1972)
- Lady Caroline Lamb (1972)
- Lizzie Dripping (1973)
- The Pallisers (1974)